# Köçeklioğlu, Yozgat
Köçeklioğlu là một xã thuộc thành phố Yozgat, tỉnh Yozgat, Thổ Nhĩ Kỳ. Dân số thời điểm năm 2010 là 61 người.